# ジョン・ニュートン (宣教師)
ジョン・コールドウェル・カルフーン・ニュートン（John Caldwell Calhoun Newton、1848年5月25日 - 1931年11月10日）は、アメリカ南メソヂスト監督教会の宣教師である。J・C・C・ニュートンと表記されることが多い。

## 生涯

### 幼少期
1848年にサウスカロライナ州に生まれた。少年時代に南北戦争が勃発。南軍に志願し、少年兵として従軍する。1870年にケンタッキー陸軍兵学校に入学する。

### 牧師時代
その後、海外宣教の志を得る。1874年に按手礼を受け、牧師となる。1884年ジョンズ・ホプキンズ大学の研究科で学び、1888年までケンタッキー州で牧師として牧会をする。

### 日本宣教師
1888年に来日し、東京英和学校神学部の教授に就任。1889年9月関西学院の創設に関わり、神学部の教頭に就任する。しかし、1898年大病を患い、療養のため帰国する。4年間ヴァージニア州で牧会をする。1904年に再来日し、関西学院神学部の部長に就任する。1904年9月にウォフォード大学より名誉神学博士号を受ける。1916年に、関西学院院長（第三代）に就任する。

### 晩年
1920年に退職し、1923年に帰国した。ジョージア州アトランタの娘の元で老後を過ごし、1931年に死去した。
関西学院大学図書館では、同氏の名を冠した創作作品を毎年募集し、J.C.C.Newton賞を表彰している。